# Jennifer Shakeshaft

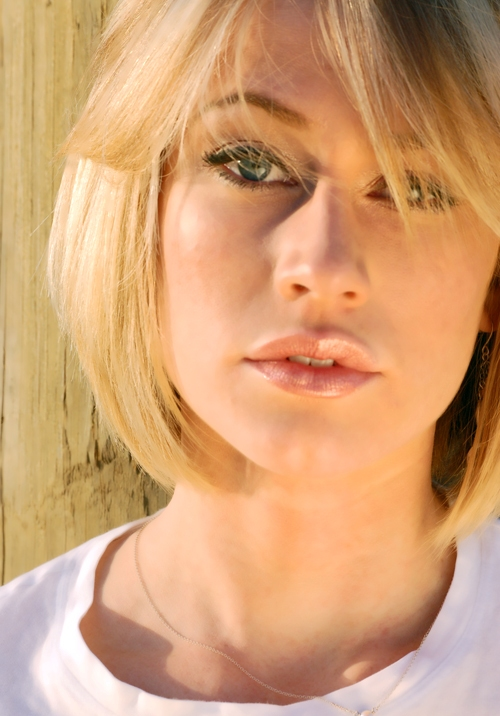
Jennifer Sipes im Jahr 2008

Jennifer Marie Shakeshaft (* 26. Dezember 1984 in Colorado Springs, Colorado) ist eine US-amerikanische Schauspielerin und Produzentin.

## Karriere
Shakeshaft studierte im Jahr 2002 an der University of Colorado. Sie zog nach einem Semester nach New York City, wo sie an der American Musical and Dramatic Academy studierte. Shakeshaft heiratete im Jahr 2004 und zog nach Dallas.
Die Schauspielerin debütierte in einer Folge der Fernsehserie Inspector Mom aus dem Jahr 2006. In den Actionfilmen Walking Tall: The Payback (2007) und Walking Tall: Lone Justice (2007) spielte sie jeweils eine größere Rolle. Im Filmdrama Das Mädchen mit dem Diamantohrring (2008) trat sie an der Seite von Bryce Dallas Howard, Ellen Burstyn und Ann-Margret auf. Die Weltpremiere dieses nach einem Originaldrehbuch von Tennessee Williams entstandenen Films fand am 12. September 2008 auf dem Toronto International Film Festival statt. Die Veröffentlichung der Filmbiografie W. – Ein missverstandenes Leben, in der sie neben u. a. Josh Brolin, Thandie Newton, Richard Dreyfuss und Scott Glenn spielte, fand im Oktober 2008 statt.

## Privates
Sie war von 2004 bis 2010 mit Matt Sipes verheiratet. Nach ihrer Scheidung nahm sie wieder ihren Mädchennamen an. Mit dem Schauspieler und Produzenten Bill Dawes hat sie eine 2021 geborene Tochter.

## Filmografie (Auswahl)
- 2007: Walking Tall: The Payback
- 2007: Walking Tall: Lone Justice
- 2008: Exit Speed
- 2008: Das Mädchen mit dem Diamantohrring (The Loss of a Teardrop Diamond)
- 2010: Brotherhood – Die Bruderschaft des Todes